# Чемпионат мира по спидкубингу 2005
Чемпионат мира по спидкубингу 2005 года — спортивное соревнование по спидкубингу, прошедшее 5-6 ноября 2005 года. В нём приняли участие 149 спортсменов из разных стран. Будучи третьим по счёту, этот чемпионат стал первым организованным Всемирной ассоциацией кубика (WCA), которая была создана в 2004 году, а её сооснователи Тайсон Мао и Рон ван Брухем выступали в статусе делегатов. Соревнование было приурочено к 25-летию со дня создания бренда Rubik’s и начала всемирных продаж кубика Рубика.
Спортсмены состязались в 15 дисциплинах. По сравнению с предыдущим чемпионатом были введены 2 новые дисциплины — «куб 2×2×2» и «куб 3×3×3 ногами», а пираминкс отсутствовал, поскольку не попал в число официальных дисциплин WCA при её формировании.

## Организация
Прошедший в Торонто в 2003 году чемпионат мира показал возрождение общественного интереса к механическим головоломкам. Регламенты этого соревнования заложили основу для создания единых правил вида спорта, а через международное интернет-сообщество «Speedsolvingrubikscube» в 2003 и 2004 годах были организованы несколько национальных соревнований и чемпионат Европы. В августе 2004 года активистами сообщества была создана Всемирная ассоциация кубика, а несколькими месяцами позже — кодифицированы правила спидкубинга. Было принято решение о регулярном проведении чемпионатов мира по нечётным годам.
Чемпионат 2005 года проводился на территории примыкающего к Орландо города Лейк-Буэна-Виста, который, имея постоянное население около 10 человек, полностью образован курортно-развлекательным комплексом Walt Disney World. Непосредственным местом проведения соревнований стал один из четырёх составляющих курорт тематических парков — Disney's Pop Century Resort. Этот комплекс, открывшийся в 2003 году, посвящён американской поп-культуре, и одна из его гостиничных зон украшена шестью арт-объектами в виде кубиков Рубика величиной с четырёхэтажный дом, и на его территории уже проводились локальные соревнования по спидкубингу. Многие спортсмены сочли забавной большую надпись «POP» (одно из значений в англ. — «хлопо́к, выброс, вспышка») при входе на территорию комплекса, обозначающую его название, поскольку на жаргоне спидкуберов этим словом обозначается ситуация с неожиданным вылетом деталей головоломки при быстрой сборке.
Возник правовой конфликт c участием британской компании Seven Towns (правообладателя бренда Rubik’s), которая была соорганизатором и генеральным спонсором соревнования. В 2005 году главным конкурентом Rubik’s на рынке механических головоломок являлась тайваньская компания East Sheen, и многие спидкуберы предпочитали тайваньские кубики как более удобные для скоростной сборки. Представитель Seven Towns заявил, что они не намерены «поддерживать компании вроде East Sheen, которые торгуют нашими усилиями». Федерация была вынуждена согласиться с этим, и головоломки от любых брендов кроме Rubik’s на чемпионате мира оказались запрещены.
В первый день соревнования, 5 ноября 2005 года, проводились первые раунды многораундовых дисциплин. Во второй день были организованы их финалы, а также единственные раунды однораундовых дисциплин. Вечером, после церемонии награждения, на территории соседнего тематического парка Epcot в павильоне «Франция» для участников была организована вечеринка. Общий призовой фонд чемпионата, предоставленный спонсором, составлял 19550 $, из них наивысший приз — 5000 $ — получал чемпион в дисциплине «куб 3×3×3». Кроме того, все призёры получили юбилейный трофей в честь 25-летия бренда Rubik’s.

## Регламент
Соревнования проводились по общим правилам WCA в версии от 23 сентября 2005 года. Регламент участия был следующим:
- В дисциплине 3×3×3 соревнования проводились в 3 этапа. В первом туре участвовали все заявившиеся спортсмены, каждый делал по 3 попытки, в зачёт шло лучшее время (англ. Bo3). Во второй тур проходили 36 лучших участников, а в финал выходили 12 лучших участников второго тура. Во втором туре и финале каждый делал по 5 попыток, в зачёт шло среднее усечённое время (англ. Ao5).
- В дисциплинах 4×4×4, 5×5×5, 3×3×3 одной рукой, 3×3×3 вслепую, часы Рубика и скваер-1 соревнования проводились в 2 этапа: отборочный по схеме «лучшее из 2 попыток» (англ. Bo2), финал по схеме «среднее арифметическое из 3» (англ. Mo3), кроме 3×3×3 вслепую — там финал проводился по схеме Во2.
- В дисциплинах 2×2×2 и магия Рубика соревнования проводились в 2 этапа: первый — по схеме Во2 и Во3 соответственно, финал — по схеме Ао5.
- В дисциплинах 3×3×3 на число ходов, 3×3×3 ногами и мегаминкс соревнования проводились в 2 этапа, на каждом из которых спортсмены делали одну попытку.
- В остальных дисциплинах соревнования проводились в 1 этап по схеме Во2 (кроме мегаминкса — там участники делали 1 попытку).

Все сборки были внесены в базу данных как единичные попытки, а для финалов дисциплин 2×2×2, 3×3×3 и магия Рубика было учтено и среднее время. Кроме того, хотя в дисциплинах 4×4×4, 5×5×5, 3×3×3 одной рукой, часы Рубика и скваер-1 по действующим с 2006 года правилам зачётное время должно вычисляться как среднее усечённое Ао5, зафиксированное на чемпионате среднее арифметическое Мо3 также было учтено и внесено в базу данных в силу незначительности различия регламентов.

## Результаты

### Общая таблица победителей и призёров во всех дисциплинах
| Дисциплина               | Первое место    | Второе место         | Третье место             | Всего участников |
| ------------------------ | --------------- | -------------------- | ------------------------ | ---------------- |
| Куб 2×2×2                | Масаюки Акимото | Джоэль ван Ноорт     | Лейан Ло                 | 48               |
| Куб 3×3×3                | Жан Понс        | Эдуард Шамбон        | Сётаро Макидзуми         | 142              |
| Куб 4×4×4                | Юки Хаяси       | Ларс Ванденберг      | Крис Хардвик             | 69               |
| Куб 5×5×5                | Фрэнк Моррис    | Ларс Ванденберг      | Рон ван Брухем           | 31               |
| Куб 3×3×3 вслепую        | Лейан Ло        | Тайсон Мао           | Жан Понс                 | 28               |
| Куб 4×4×4 вслепую        | -               | -                    | -                        | 1                |
| Куб 5×5×5 вслепую        | -               | -                    | -                        | 2                |
| Куб 3×3×3 ногами         | Оливер Вольфф   | Ли Чжун Кё           | Крис Слатений            | 7                |
| Куб 3×3×3 одной рукой    | Райан Патрисио  | Сётаро Макидзуми     | Крис Хардвик             | 61               |
| Куб 3×3×3 на число ходов | Ларс Петрус     | Пер Кристен Фредлунд | Александр Оомс           | 10               |
| Часы Рубика              | Штефан Похманн  | Александр Оомс       | Эрнесто Фернандес Регера | 20               |
| Мегаминкс                | Штефан Похманн  | Грант Трегей         | Дэвид Барр               | 10               |
| Скваер-1                 | Ларс Ванденберг | Ричард Паттерсон     | Джоэль ван Ноорт         | 8                |
| Магия Рубика             | Александр Оомс  | Штефан Похманн       | Боб Бёртон               | 45               |
| Мастер-магия             | Штефан Похманн  | Боб Бёртон           | Александр Оомс           | 13               |

### Результаты финала дисциплины куб 3×3×3
| Место | Спортсмен        | Страна  | Зачётное время | Попытки | Попытки | Попытки | Попытки | Попытки |
| Место | Спортсмен        | Страна  | Зачётное время | 1       | 2       | 3       | 4       | 5       |
| ----- | ---------------- | ------- | -------------- | ------- | ------- | ------- | ------- | ------- |
| 1     | Жан Понс         | Франция | 15,10          | 15,62   | 15,87   | (13,00) | 13,81   | (18,59) |
| 2     | Эдуард Шамбон    | Франция | 16,00          | 14,90   | 17,21   | 15,89   | (18,03) | (14,04) |
| 3     | Сётаро Макидзуми | Япония  | 16,07          | (14,60) | (18,58) | 16,30   | 15,65   | 16,26   |
| 4     | Лейан Ло         | США     | 16,36          | (14,04) | 15,50   | 16,74   | (18,95) | 16,84   |
| 5     | Джон Моррис      | США     | 16,60          | 16,05   | 18,05   | 15,71   | (14,77) | (20,57) |
| 6     | Юки Хаяси        | Япония  | 16,68          | (18,71) | (15,43) | 17,93   | 16,15   | 16,87   |
| 7     | Райан Патрисио   | США     | 16,77          | 13,92   | 18,75   | (20,11) | (13,16) | 17,64   |
| 8     | Мэтт Уольтер     | Канада  | 16,97          | 14,98   | (24,13) | 16,59   | (12,70) | 19,33   |
| 9     | Тайсон Мао       | США     | 17,22          | (12,89) | 19,84   | 16,49   | 15,32   | (22,00) |
| 10    | Крис Хардвик     | США     | 17,42          | 14,67   | 19,57   | (14,62) | (20,78) | 18,02   |
| 11    | Энди Каманн      | США     | 17,60          | 17,54   | 18,12   | 17,14   | (18,31) | (14,66) |
| 12    | Брент Морган     | США     | 18,71          | 18,21   | 19,55   | (21,58) | (17,16) | 18,37   |

### Мировые рекорды
- Куб 4×4×4: в лучшей попытке —  Юки Хаяси 54,13; среднее — он же 1:04,63.
- Куб 3×3×3 ногами: в лучшей попытке —  Оливер Вольфф 1:54,97.
- Куб 3×3×3 вслепую: в лучшей попытке —  Лейан Ло 1:46,47.
- Мегаминкс: в лучшей попытке —  Штефан Похманн 1:41,82.
- Часы Рубика: в лучшей попытке —  Штефан Похманн 8,39.
- Магия Рубика: в лучшей попытке —  Куин Льюис 1,14; среднее —  Александр Оомс 1,46.
- Мастер-магия: в лучшей попытке —  Штефан Похманн 2,79[11].